# 스티븐 J. 타운센드
스티븐 J. 타운센드는 연합 합동 특수임무부대 – 내재된 결단 작전과 제18공수군단의 사령관으로 복무 중인 미국 육군의 장교이다. 타운센드는 제82공수사단과 제7보병사단, 제75레인저연대, 제78보병사단, 제10산악사단의 지휘관으로 복무했었다. 그는 그레나다 침공, 미국의 파나마 침공, 민주주의 유지 작전 등에 참전했다. 제10산악사단에서 복무할 때 그는 아나콘다 작전의 특수임무부대를 지휘하며 아프가니스탄 전쟁에 참여했다. 타운센드는 이라크 전쟁 당시 바부카 전투에서 제2보병사단의 제3스트라이커 여단 전투단을 이끌었다. 타운센드는 아프가니스탄 전쟁 당시 제10산악사단의 사단장이 되었다. 2015년 5월 그는 제18공수군단의 지휘관이 되었고 2016년 8월 말 연합 합동 특수임무부대 - 내재된 결단 작전의 사령관직을 맡았다.

## 어린 시절과 교육
타운센드는 1959년 독일 슈하인펠트에서 미술대학생 어머니와 아프가니스탄 의대생 아버지의 아들로 태어났다. 그는 독일의 미군 가족에 의해 곧 입양되었다. 그의 양아버지였던 제임스 타운센드는 기갑부대의 하사였다. 타운센드는 그리핀에서 성장했고, 그리핀 고등학교를 1978년 졸업했다. 타운센드는 노스 조지아 대학교에서 심리학에서 박사 학위를 따고 1982년 졸업했다. 그는 이후 학군사관에서 보병으로 입대했다..

## 경력

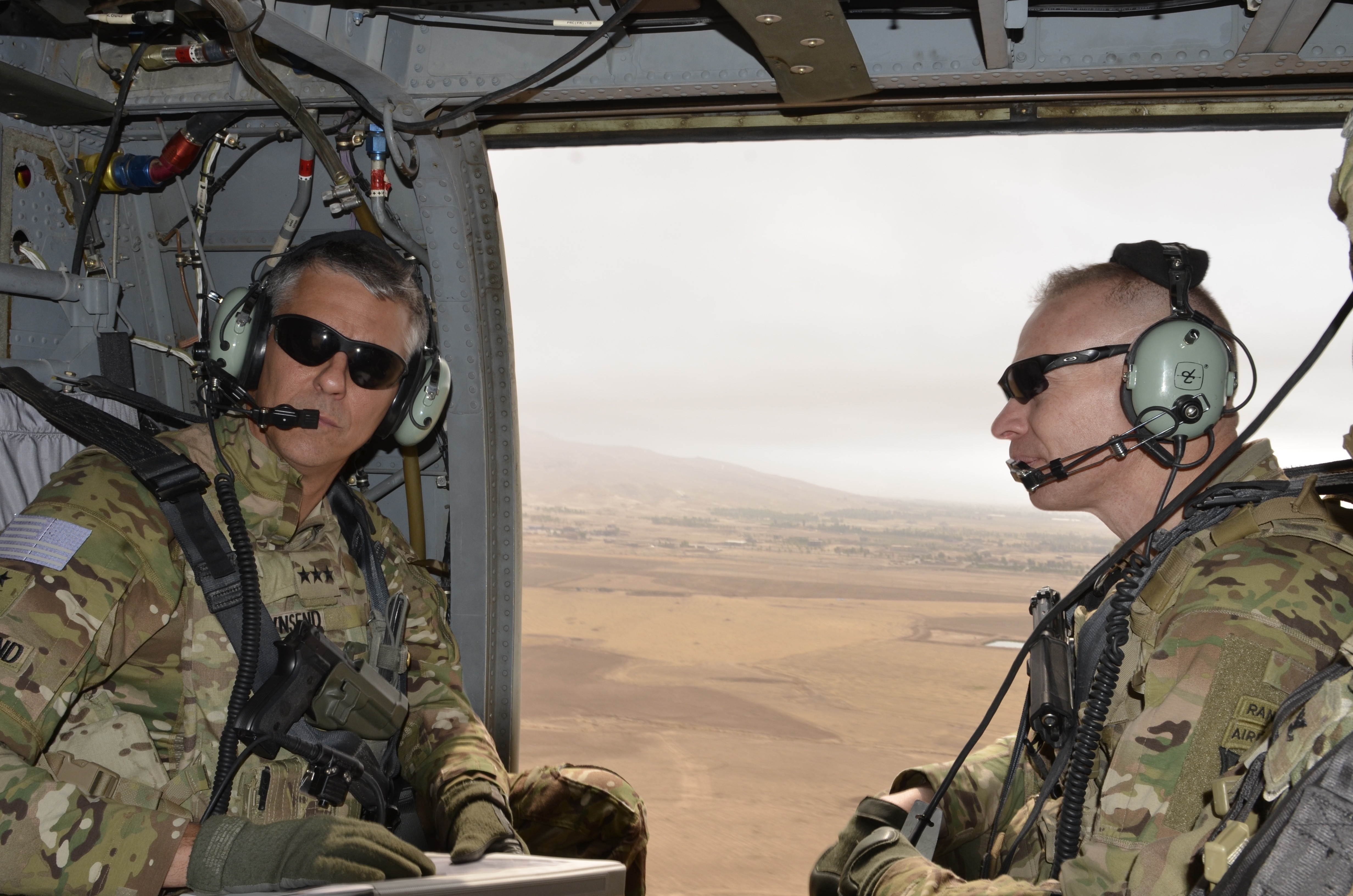
타운센드와 제101공수사단의 제2여단 전투단 단장 중령 브레트 G. 실비아가 2016년 9월 카이야라 서부 비행장에 주둔한 스트라이크 특수임무부대를 방문하기 위해 이동 중이다.

장교가 된 이후, 타운센드는 제82공수사단 제505보병여단 제2대대에서 항공부의 고문관, 분대장, 그리고 행정관 역할을 맡았다. 그는 그레나다 침공에 참전했다. 그는 제7보병사단의 제21보병여단의 제4대대로 전환했다. 그는 대대 내 알파 중대의 중대장이 되었다. 타운센드는 제75레인저연대 본부의 항공 고문관이 되었다. 그는 미국의 파나마 침공에 참여했으며 이후 제3레인저대대 찰리 중대의 지휘관이 되었다.
타운센드는 미국 육군지휘참모대학교를 졸업한 이후 포트 베닝으로 돌아와 제3레인저대대 항공부와 레인저 여단의 고위 연락담당부관이 되었다. 그는 아이티에서 민주주의 유지 작전에 참여했다. 타운센드는 하와이의 미국 태평양 사령부에서 복무한 후 전투사령부 특수고문관이 되었다. 이후 그는 뉴욕주에 위치한 포트 드럼으로 가서 제78보병사단 2대대의 항공부에 배속되었다. 1999년 그는 제10산악사단 제31보병여단의 4대대장이 되었다. 타운센드는 북극곰 특수임무부대의 지휘관이 되었고, 2002년 아나콘다 작전 당시 아프가니스탄으로 파병되었다. 타운센드는 2003년 미국 육군참모대학교를 졸업하고 제10산악사단의 G3 지휘관이 되었다. 2004년부터 그는 아프가니스탄의 항구적 자유 작전 당시 제180합동 연합 특수임무부대의 지휘관이 되었다.
타운센드는 포트 류이스의 제3스트라이커 여단 전투단의 사령관으로 임명되었다. 이라크 전쟁 당시 그는 애로우헤드 특수임무부대를 지휘했다. 2007년 6월 바부카 전투 당시 타운센드는 이 여단을 이끌고 전투에 참여했다. 타운센드는 템파에서 미국 중부 사령부 사령관의 선임 참모가 되었다. 그는 이후 포트 캠벨에서 상급 지휘관이 되었고 2009년부터 제101공수사단의 부사단장이 되었다. 타운센트는 그 직위를 받은 후 항구적 자유 작전 당시 101연합 합동 특수임무부대를 이끌었다. 그는 미국 합동참모본부의 파키스탄/아프가니스탄 협력처의 처장이 되었다. 2012년 12월 4일, 그는 제10산악사단의 지휘관이 되었다. 그는 바그람에 위치한 동부 지역 사령부와 제10연합 합동 특수임무부대의 지휘관이 되었다.
2015년 5월 4일, 타운센드는 제18공수군단의 사령관이 되었다. 그 직전에 그는 중장으로 진급했다. 2016년 8월 21일 중장 신 맥파랜드의 대체하여 타운센드는 연합 합동 특수임무부대 – 내재된 결단 작전의 사령관이 되었다.